# Glen Etive
Glen Etive (gael. Gleann Èite) - pasmo w Grampianach Zachodnich, w Szkocji. Pasmo to ciągnie się od Black Mount na wschodzie, przez Loch Etive, do brzegów Loch Creran na zachodzie. Na północy graniczy z Pasmem Glencoe a na południu z Grupą Cruachan. Najwyższym szczytem pasma jest Ben Starav, który osiąga wysokość 1078 m.
Najważniejsze szczyty:
- Ben Starav (1078 m),
- Glas Bheinn Mhor (997 m),
- Beinn Sgulaird (937 m),
- Meall nan Eun (928m).